# Nosów-Kolonie
Nosów-Kolonie – wieś w Polsce, położona w województwie świętokrzyskim, w powiecie ostrowieckim, w gminie Waśniów.
W latach 1975—1998 kolonia administracyjnie należała do województwa kieleckiego.
Przed 2023 r. miejscowość była kolonią wsi Nosów.